# 洪汛涛
洪汛涛（1928年4月9日—2001年9月22日），笔名田野、田多野、了的和吕榆等，浙江浦江人，中国大陆儿童文学作家、理论家，也是与叶圣陶等齐名的中国“童话十家”。
洪汛涛生前是中国作家协会会员、中国电影家协会会员、中国民间文艺研究会会员、上海作家协会理事、中国儿童文学研究会常务理事。

## 生平
洪汛涛在20世纪40年代中期开始写作，其代表作是《神笔马良》，曾被编入中国大陆的教科书。
1955年，由导演靳夕和尤磊根据《神笔马良》改编而成的儿童木偶动画片《神笔》发行。
洪逝世後葬于上海青浦区卫家角息园。其墓地名为“书林笔雨”，前方竖立有“神笔马良”的铜像。

## 主要作品
- 童话：《神笔马良》、《狼毫笔的来历》、 《神笔马良正传》、《十兄弟》、《不灭的灯》、《夜明珠》、《小花兔找食物》、《鱼宝贝》、《望夫石》、《半半的半个童话》、《一张考卷》、《花圈雨》、《向左左左转先生》、《白头翁办报》、《慢慢来》、《夹竹桃》、《棕猪比比》、《小鼯鼠第一次学本事》、《小芝麻奇历记》、《“亡羊补牢”的故事》、《乌牛英雄》、《苍蝇的诀窍》、《破缸记》、《天鸟的孩子们》、《鸟语花香》、《神笔牛良》等；
- 中长篇小说：《蛇医传》、《不平的舞台》、《天外飞来一只鞋》、《一幅插图》、《紧急任务》、《鲤鱼变鲫鱼的故事》、《春兰闹海》等；
- 散文：《笔的梦》、《我的一篇“作文”》、《放生池》、《骆驼刺》、《我和笔之一》、《我和笔之二》、《我和笔之三》、《心中的偶像——写在“神笔马良”铜像前》等；
- 诗歌：《天灯在看你》、《尸骸的路》、《愿你也有一支神笔》、《儿童文学畅想曲》、《春天和夏天在这里交班》等；
- 电影剧本：《神笔》、《大奖章》、《考卷上的0》、《灯花姑娘》、《胖胖》等；
- 理论专著：《童话学》、《童话艺术思考》、《儿童·文学·作家》等；
- 主编《中国儿童文学十年》、《童话选刊》、《台湾儿童文学》、《世界华文儿童文学》等。

《狼毫筆的來歷》獲中國作家協會首屆（1980至1985年）全國優秀兒童文學獎；《童話學》獲全國兒童文學理論評獎優秀專著獎；《願你也有一枝神筆》獲第二屆上海兒童文學園丁獎「優秀作品」獎；《神筆牛良》獲首屆台灣楊喚兒童文學獎，洪汛濤同「獲特殊貢獻獎」金質獎牌。